# Юншань
28°14′09″ пн. ш. 103°38′11″ сх. д. / 28.23594° пн. ш. 103.63625° сх. д.
Юншань (кит. 永善县, пін. Yŏngshàn Xiàn) — один із повітів КНР у складі префектури Чжаотун, провінція Юньнань. Адміністративний центр — містечко Сілоду.

## Географія
Юншань лежить на висоті близько 730 метрів над рівнем моря на півночі Юньнань-Гуйчжоуського плато. Західним кордоном повіту слугує річка Цзіньша.

### Клімат
Повіт знаходиться у зоні, котра характеризується вологим субтропічним кліматом. Найтепліший місяць — липень із середньою температурою 24,9 °C. Найхолодніший місяць — січень, із середньою температурою 6,9 °С.
| Клімат повіту Юншань    | Клімат повіту Юншань | Клімат повіту Юншань | Клімат повіту Юншань | Клімат повіту Юншань | Клімат повіту Юншань | Клімат повіту Юншань | Клімат повіту Юншань | Клімат повіту Юншань | Клімат повіту Юншань | Клімат повіту Юншань | Клімат повіту Юншань | Клімат повіту Юншань | Клімат повіту Юншань |
| Показник                | Січ.                 | Лют.                 | Бер.                 | Квіт.                | Трав.                | Черв.                | Лип.                 | Серп.                | Вер.                 | Жовт.                | Лист.                | Груд.                | Рік                  |
| Середній максимум, °C   | 10,2                 | 12,6                 | 17,4                 | 22,7                 | 26,2                 | 27,6                 | 30,1                 | 29,8                 | 25,6                 | 20,4                 | 16,8                 | 11,7                 | 20,9                 |
| Середня температура, °C | 6,9                  | 8,8                  | 12,7                 | 17,4                 | 21,1                 | 22,9                 | 24,9                 | 24,5                 | 21,2                 | 17                   | 13,1                 | 8,4                  | 16,6                 |
| Середній мінімум, °C    | 4,5                  | 6,2                  | 9,2                  | 13,5                 | 17,2                 | 19,6                 | 21,3                 | 20,8                 | 18,1                 | 14,5                 | 10,6                 | 6,1                  | 13,5                 |
| Норма опадів, мм        | 4.8                  | 7.5                  | 17                   | 50.6                 | 74.7                 | 121.6                | 141.4                | 136.2                | 77.6                 | 36.7                 | 13.6                 | 3.1                  | 684.8                |
| Вологість повітря, %    | 70                   | 69                   | 68                   | 68                   | 69                   | 77                   | 79                   | 79                   | 80                   | 78                   | 74                   | 71                   | 73.5                 |
| ----------------------- | -------------------- | -------------------- | -------------------- | -------------------- | -------------------- | -------------------- | -------------------- | -------------------- | -------------------- | -------------------- | -------------------- | -------------------- | -------------------- |
| Джерело: data.cma.cn    |                      |                      |                      |                      |                      |                      |                      |                      |                      |                      |                      |                      |                      |